# Oxytropis davisii
Oxytropis davisii là một loài thực vật có hoa trong họ Đậu. Loài này được (S.L. Welsh) Jurtzev miêu tả khoa học đầu tiên năm 1986.